# 南部氏
南部氏是日本的一個氏族，為陸奧國的武家，其本姓為源氏。本貫地為甲斐國南部鄉。
南部氏的家祖為南部光行，平安時代活躍的河內源氏人物。戰國時代，成為東北地方的戰國大名。